# Rayane Houfaf
Rayane Houfaf, née le 13 février 1999, est une lutteuse algérienne.

## Carrière
Rayane Houfaf est médaillée d'argent dans la catégorie des moins de 57 kg aux Championnats d'Afrique de lutte 2022 à El Jadida, perdant en finale face à la Camerounaise Joseph Essombe.
Elle est médaillée de bronze dans la catégorie des moins de 57 kg aux Championnats d'Afrique de lutte 2023 à Hammamet.